# Уфимский троллейбус
Уфимский троллейбус — троллейбусная система города Уфа, открытая 27 января 1962 года.

## История
В 1962 году в Уфе введена в действие первая очередь троллейбусного депо № 1, 27 января открыто движение по двум маршрутам протяжённостью около 30 км.
К 1970 году сдана вторая очередь троллейбусного депо № 1. В 1972 построено троллейбусное депо № 2 на Вологодской улице. В 1975 году построена линия в Инорс. В 1978 году открыта линия по улице Рихарда Зорге.
В 1980 году построена линия в Зелёную Рощу. В 1982 году построена линия по Айской улице и улице Воровского.
В 1992 году открыта линия по улицам Лесотехникума, Комсомольской и Российской. Запущен маршрут № 16 «Театр кукол — Трамплин». В 1997 году построено, а в 2001 году — открыто троллейбусное депо № 3 (с 2007 года — депо № 1).
В 2003 году продлена линия в Инорсе до остановки «Уфимский ДОК». В 2006 году, после двухлетнего перерыва, вновь открыто движение по Айской улице.
В 2004 году закрыто кольцо «Красноярская улица». В 2008 году закрыто кольцо «Парк Калинина».

### 2010-е годы. Упадок
В 2010-х годах закрыты более половины маршрутов. После этого и снятия контактной сети власти города решили построить новый маршрут через Лихачевский тугай между Сипайлово и Инорсом с проведением контактной сети).
15–20 декабря 2017 года движение троллейбусов полностью прекращалось. 1 ноября 2018 года вновь запущен маршрут № 20 в Сипайлово.
В августе 2021 года МУЭТ признан банкротом, а его имущество передано Управлению инфраструктуры транспорта.

## Троллейбусная сеть
|                                       | 1962 | 1970 | 1980 | 1990  | 2000  | 2009  | 2010 | 2011 |
| Протяжённость троллейбусных линий, км | 30   | 70   | 111  | 135,9 | 178,9 | 226,7 | —    | —    |
| Подвижной состав, штук                | 19   | 98   | 198  | 199   | 213   | 204   | —    | —    |
| Перевезено пассажиров, млн человек    | 2,5  | 39,2 | 65,3 | 78,1  | 57,6  | 39,2  | —    | —    |
| Количество маршрутов, штук            | —    | —    | —    | 32    | 33    | —     | 39   | 39   |

## Депо

### Действующие

#### Троллейбусное депо № 1 (ранее № 3)
Строительство начато в 1986 году. Построено в 1997 году. Открыто 28 мая 2001 года как депо № 3. В 2007 году переименовано в депо № 1 в связи закрытием депо по Революционной улице.

#### Троллейбусное депо № 2
Построено в 1972 году.

### Исторический

#### Троллейбусное депо № 1
Первая очередь введена в действие в 1962 году, вторая — в 1970 году. В 2007 году — закрыто, троллейбусы переданы в депо по улице Адмирала Макарова, которое позднее переименовано в депо № 1.

## Подвижной состав
В октябре 2020 года Администрация города Уфы заключила контракт на 189,8 млн рублей на поставку 10 троллейбусов. 7–9 апреля 2021 года Уфимский трамвайно-троллейбусный завод на Российском промышленном форуме передал троллейбусы УТТЗ-6241.01.
В 2021 году 11 троллейбусов 1972–2003 года выпуска МУЭТ Уфы проданы на лом московскому предпринимателю.
На 2022 года троллейбусный парк насчитывает 140 единиц, износ которых составляет 95 %, а средний возраст машин превышает 13 лет..

### Троллейбусы по депо

#### Троллейбусное депо № 1
В троллейбусном депо № 1 числится 87 троллейбуса в пассажирской эксплуатации:
- БТЗ-5276-04 — 15 ед.;
- БТЗ-5276-01 —   6 ед.;
- БТЗ-52767А — 10 ед.;
- БТЗ-52761Т —   8 ед.;
- БТЗ-52763А — 13 ед.;
- БТЗ-52761Р —   6 ед.;
- БТЗ-52767Р —   5 ед.;
- БТЗ-52764Р —   2 ед.;
- БТЗ-52767 — 12 ед.;
- БТЗ-52761Н (БТЗ-100) —   1 ед.; (списан)
- ЗиУ-6205М —   1 ед.; (списан)
- УТТЗ-6241.01 «Горожанин» — 34 ед.

#### Троллейбусное депо № 2
В троллейбусном депо № 2 числится 53 троллейбусов в пассажирской эксплуатации:
- БТЗ-5276-01 —   1 ед.(учебный);
- БТЗ-5276-04 — 15 ед.;
- БТЗ-52761Т — 13 ед.;
- БТЗ-52767А —   4 ед.;
- БТЗ-52761Р —   4 ед.;
- БТЗ 52765Р —   8 ед.;
- БТЗ 52765А —   4 ед.;
- БТЗ-52764Р —   3 ед.;
- ЗиУ-682Г-016 (018) — 1 ед.; (списан в 2019)
- БТЗ-52767 —   1 ед.;
- УТТЗ-6241-10-02 «Горожанин» -   1 ед.

## Маршруты
Количество маршрутов троллейбуса в Уфе до 2011 года оставалось сравнительно неизменным с советских времен. При руководстве города после 2011 года Ялаловым И.И. было отменено 13  маршрутов (1, 2, 5, 6, 7, 8, 11, 12, 14, 19, 20, 21, 22 маршруты), что усугубило транспортные проблемы города (на смену троллейбусам пришли малогабаритные газели и пазики). Большинство из отменённых троллейбусных маршрутов были дальнемагистральными, их ликвидация ухудшила экологию города.

## Планы развития
В 2020 году озвучено, что Правительство Республики Башкортостан планирует полностью обновить троллейбусный парк города до 2022 года.
До конца августа 2022 года по офсетному контракту с Правительством Республики Башкортостан на 1 млрд рублей Уфимский трамвайно-троллейбусный завод должен поставить низкопольный троллейбус УТТЗ-6242 с увеличенным запасом автономного хода в количестве 45 штук.

## Стоимость проезда
В 2009 году стала внедряться Социальная карта Башкортостана. С 2017 года действует единая транспортная карта «Алга». В 2020 году отменены карты МУЭТ города Уфы — месячная транспортная карта, социальные карты и карта студента. В 2021 году отменены все карты МУЭТ — транспортная карта и карта школьника.
С 1 июля 2024 года стоимость проезда в троллейбусе: 35 рублей (при оплате наличными и банковской картой), 31 рублей (при оплате единой транспортной картой «Алга»), 18 рублей (при оплате картой школьника).